# Arthrostylidium longiflorum
Arthrostylidium longiflorum là một loài tre thuộc chi Arthrostylidium trong họ Hòa thảo. Loài này được Munro mô tả khoa học đầu tiên năm 1868.